# Diptilon sylpha
Diptilon sylpha är en fjärilsart som beskrevs av Paul Dognin 1902. Diptilon sylpha ingår i släktet Diptilon och familjen björnspinnare. Inga underarter finns listade i Catalogue of Life.